# Legión 1908
Legión 1908 ist der Name des offiziellen und größten Fanclubs des mexikanischen Fußballvereins CD Guadalajara. Der ursprüngliche Fanclub wurde 1998 in Guadalajara gegründet, doch mittlerweile gibt es Ableger der Legion 1908 in diversen Städten Mexikos und der USA.
Der Name Legión wurde gewählt, um eine Fanbewegung zu kreieren, mit der sich sowohl die als Porras bezeichneten traditionellen mexikanischen Fußballfans als auch die von der südamerikanischen Fanbewegung inspirierten Barras identifizieren konnten. Die Zahl 1908 bezeichnet das Jahr, in dem der 1906 als Club Unión gegründete Club Deportivo Guadalajara seinen heutigen Namen erhielt.
Das Selbstverständnis der Legión 1908 lässt sich aus ihrem Leitspruch „Pasión sin violencia“ ablesen und kennzeichnet eine Leidenschaft für den eigenen Verein, die ohne Gewalt auskommt.

## Geschichte der Legión 1908
Gemäß dem Bericht des in Los Angeles beheimateten Ablegers der Legión 1908 entstand die Keimzelle der unter diesem Namen zusammengeschlossenen Fans 1998 im Umfeld eines Fußballspiels zwischen Chivas Guadalajara und dem CF Pachuca. Ursprünglich nannte man sich Barra Rojiblanco (in etwa Rot-Weiße Meute), änderte den Namen aber schon bald in Barra 1908, bevor 1999 die heutige Bezeichnung gewählt wurde, um die offensichtlich bis dahin einem Beitritt entgegenstehende Hemmschwelle der sich selbst als Porras bezeichnenden Fans zu beseitigen.
Am 2. Februar 2000 entstand mit der Legion 1908 DF ein Zusammenschluss der in Mexiko-Stadt und Umgebung lebenden Fans von Chivas Guadalajara, die die Mannschaft vor allem bei Auswärtsspielen gegen den Erzrivalen América sowie gegen Cruz Azul, Pumas UNAM, Pachuca, Puebla und Toluca recht zahlreich unterstützen. Ferner entstand aus den Reihen der in den USA lebenden Mexikaner mit der Legion 1908 USA ein Ableger des Fanclubs nördlich des Río Grande, der sich vorwiegend auf die Unterstützung des in der Major League Soccer spielenden Fußballfranchises CD Chivas USA konzentriert.